# Myriopholis ionidesi
Espèce
Synonymes
- Leptotyphlops ionidesi Broadley & Wallach, 2007

Myriopholis ionidesi est une espèce de serpents de la famille des Leptotyphlopidae.

## Répartition
Cette espèce se rencontre jusqu'à 130 m d'altitude en Tanzanie, au Malawi et au Mozambique.

## Étymologie
Cette espèce a été nommée en l'honneur de Constantine John Philip Ionides.

## Publication originale
- Broadley & Wallach, 2007 : A revision of the genus Leptotyphlops in northeastern Africa and southwestern Arabia (Serpentes: Leptotyphlopidae). Zootaxa, no 1408, p. 1–78.